# Ready '60
Ready '60 is een korfbalvereniging uit Roermond, opgericht op 2 november 1960. Ready '60 is de enige gemengde korfbalvereniging in Midden-Limburg.
Ready '60 komt zowel in de zaal- als de veldcompetitie uit in de derde klasse. De vereniging telt ongeveer 128 spelende leden, verdeeld over jeugd- en seniorenteams. Ready '60 speelt haar thuiswedstrijden op sportpark De Wijher en gedurende het zaalseizoen in sporthal Jo Gerris te Roermond. Meer informatie is te vinden op www.ready60.nl